# Konrad I. (Kärnten)

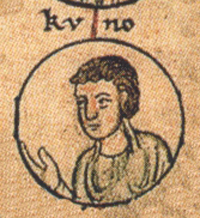
Konrad I., Darstellung aus der Chronica Sancti Pantaleonis, um 1237

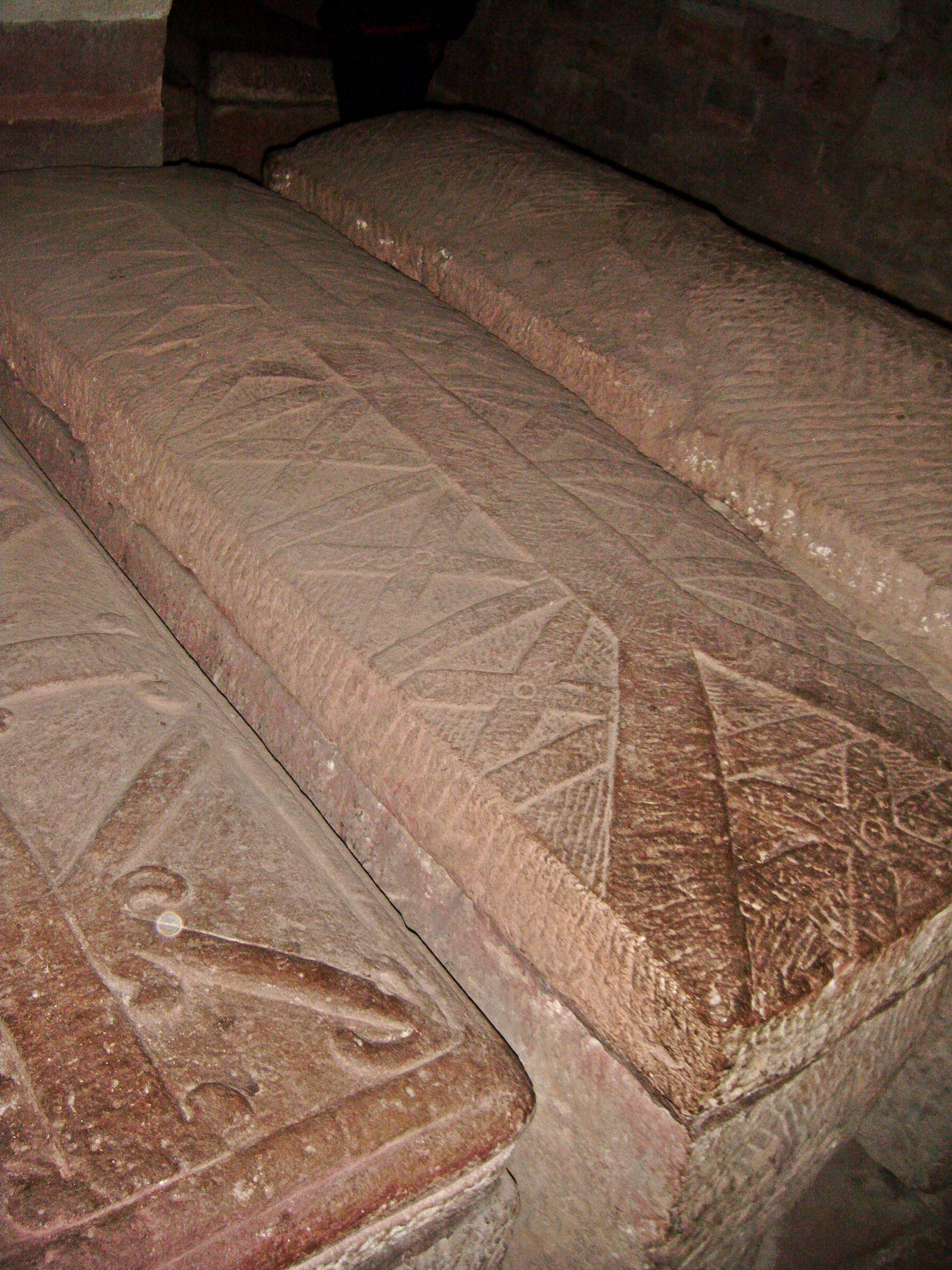
Sarkophag (mittig), Saliergruft, Wormser Dom

Konrad I., genannt Konrad von Kärnten, (* um 975; † 12. Dezember oder 15. Dezember 1011) aus dem Haus der Salier war Herzog von Kärnten ab dem Jahr 1004.
Er war der dritte Sohn des Herzogs Otto I. von Kärnten, der jüngere Bruder Papst Gregors V. und der älteste der vier Söhne Ottos, der seinen Vater überlebte. Bei der Königswahl von 1002 war er einer der Kandidaten. Er wurde im Dom zu Worms begraben.
Konrad von Kärnten war seit etwa 1002 mit Mathilde von Schwaben verheiratet, einer Tochter von Herzog Hermann II. Das Paar hatte zwei Söhne:
- Konrad II. den Jüngeren (* wohl 1003; † 1039), Graf im Nahegau, Speyergau und Wormsgau, Herzog von Kärnten 1036–1039
- Bruno (* wohl 1004; † 1045), Bischof von Würzburg 1034–1045

Nach Konrads frühem Tod heiratete Mathilde in zweiter Ehe Herzog Friedrich II. von Oberlothringen (Wigeriche) und in dritter Ehe den Askanier Esiko von Ballenstedt. Sie wurde ebenfalls im Dom zu Worms begraben.